# مین‌مای، نیو ساوت ولز

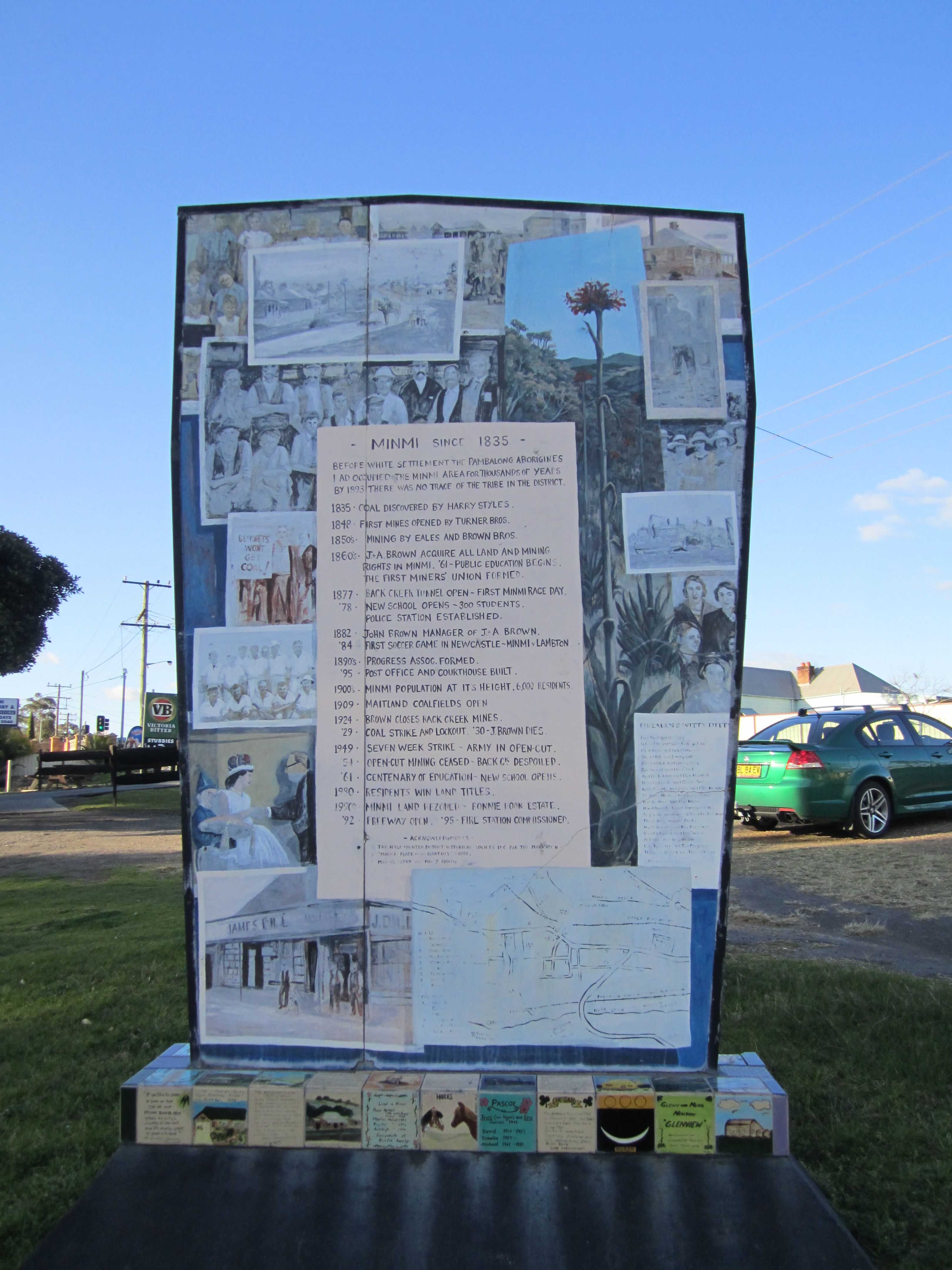
مین‌مای، نیو ساوت ولز

مین‌مای (به انگلیسی: Minmi) یک حومه شهر در استرالیا است که در نیو ساوت ولز واقع شده‌است.